# Giuseppe Madaudo
Giuseppe Madaudo, detto Beppe (Palermo, 1950), è un artista, illustratore e fumettista italiano.

## Biografia
Nato a Palermo nel 1950, quando aveva tre anni la sua famiglia si trasferì ad Acireale, paese dal quale suo padre era originario. La passione per l'arte nacque osservando un vicino di casa, un professore di scienze naturali in pensione, appassionato di disegno, che raffigurava principalmente animali. Tornato a Palermo dopo alcuni anni insieme alla famiglia, Beppe tentò di dedicarsi al disegno, inizialmente senza particolare successo. Ancora adolescente, alla morte del professore, Beppe ricevette in eredità uno scatolone contenente tutte le sue opere. Fu allora che decise di onorarne il ricordo, immergendosi nello studio del disegno fino a padroneggiarne la tecnica.
Lasciò la Sicilia a diciotto anni e, dopo aver frequentato a Roma l'Accademia di belle arti, si diplomò nel 1973 in scenografia. Successivamente, dopo aver letto sulla rivista linus un fumetto di Crepax, capì che per lui quello sarebbe potuto essere un nuovo strumento espressivo e di lavoro. Realizzò nel 1976 il fumetto Watanka incentrato sulla storia dei nativi americani, pubblicato per la casa editrice Vallardi. L'opera fu un successo  e gli valse nel 1976 il Premio Yellow Kid come miglior disegnatore italiano e il Premio Gran Guinigi d'Oro.
Madaudo disegnò per tre anni, sul quotidiano Paese Sera, le illustrazioni dell'opera Histoire de ma vie di Giacomo Casanova, successivamente raccolte in un volume per Edizioni Carecas. L'editore Franco Maria Ricci, colpito dall'opera, chiese a sua volta a Madaudo e a Guido Crepax di realizzare due volumi su Casanova.
Nel 1979 per la rivista Metropoli, firmando con lo pseudonimo "Melville", disegnò il rapimento di Aldo Moro. L'estremo realismo delle tavole e alcune incidentali analogie riscontrate dalla polizia in uno dei covi delle Brigate Rosse, attirò l'attenzione della magistratura sul disegnatore e su tutta la redazione della rivista. Il disegnatore si presentò spontaneamente alla polizia e l'equivoco venne presto chiarito con il magistrato Ferdinando Imposimato e ogni accusa fatta cadere.
Negli anni 1980 l'autore collaborò alla realizzazione dei primi numeri della rivista Corto Maltese pubblicando un fumetto ispirato al Satyricon di Petronio. Nell'opera Madaudo mise in mostra le sue doti pittoriche, sviluppando la storia attraverso una cura minuzione di lettering, inquadrature, composizione dei disegni e delle scene. Nel 1989 realizza le illustrazioni per Le Avventure del Barone di Münchhausen, pubblicata da Olivetti su invito di Giorgio Soavi.
Dagli anni Duemila, dopo un lungo soggiorno in Giappone che ha influenzato il suo linguaggio pittorico, Madaudo ha proseguito la sua attività espositiva in Italia e all’estero, presentando il suo lavoro in numerose mostre personali. Parallelamente, ha ripreso a disegnare fumetti, tra cui un progetto dedicato al Commissario Maigret di Georges Simenon attualmente non ancora pubblicato.

## Opere
- Watanka, Antonio Vallardi Editore, ottobre 1975, testi di Emilio Colombino;[5]
- sulla rivista Sgt. Kirk, le storie Una invasione (n.42, marzo 1975), il ritratto (n.109, luglio 1975);[6]
- Sandokan, Antonio Vallardi Editore, ottobre 1976, testi di Giancarlo Governi;[7]
- Napoleone - Intervista a Sant'Elena, Antonio Vallardi Editore, novembre 1976, testi di Emilio Colombino;[5]
- Casanova, Edizioni Carecas, 1976, testi di Giancarlo Governi;
- Casanova, Edizioni Franco Maria Ricci, 1977, due volumi con Guido Crepax;
- sulla rivista Eureka, Lenin (dal n.165 al n.170, 1977), testi di Giancarlo Governi;[8]
- Storia di un brigante Carmine Crocco, Editoriale Corno, 1979;[9]
- sulla  rivista Corto Maltese, adattamento del Satyricon di Petronio, (dal n.1, ottobre 1983 al n.4, gennaio 1984);[4]
- Le avventure del Barone di Münchhausen, Olivetti, 1989;
- L'inchiostro e la carta. Annotazioni sulle favole di Leonardo da Vinci, Armando Editore, 2019, ISBN 9788869926167.